# Abareia
Abareia é um gênero de mariposa pertencente à família Crambidae.